# Nazionale maschile di hockey su pista del Sudafrica
La nazionale di hockey su pista del Sudafrica è la selezione maschile di hockey su pista che rappresenta il Sudafrica in ambito internazionale.

Attiva dal 1992, opera sotto la giurisdizione della Federazione di pattinaggio del Sudafrica.

Al 31 dicembre 2015 occupa il 33º posto nel ranking  FIRS.

## Palmares
Campionati del mondo B: 1
-  1º posto: 2012
-  2º posto: 2010

## Risultati

### Campionato del mondo
| Edizione | Sede/i                         | Piazzamento      | G | V | N | P |      |
| 1936     | Stoccarda                      | Non partecipante | - | - | - | - | n.d. |
| 1939     | Montreux                       | Non partecipante | - | - | - | - | n.d. |
| 1947     | Lisbona                        | Non partecipante | - | - | - | - | n.d. |
| 1948     | Montreux                       | Non partecipante | - | - | - | - | n.d. |
| 1949     | Lisbona                        | Non partecipante | - | - | - | - | n.d. |
| 1950     | Milano                         | Non partecipante | - | - | - | - | n.d. |
| 1951     | Barcellona                     | Non partecipante | - | - | - | - | n.d. |
| 1952     | Porto                          | Non partecipante | - | - | - | - | n.d. |
| 1953     | Ginevra                        | Non partecipante | - | - | - | - | n.d. |
| 1954     | Barcellona                     | Non partecipante | - | - | - | - | n.d. |
| 1955     | Milano                         | Non partecipante | - | - | - | - | n.d. |
| 1956     | Porto                          | Non partecipante | - | - | - | - | n.d. |
| 1958     | Porto                          | Non partecipante | - | - | - | - | n.d. |
| 1960     | Madrid                         | Non partecipante | - | - | - | - | n.d. |
| 1962     | Santiago del Cile              | Non partecipante | - | - | - | - | n.d. |
| 1964     | Barcellona                     | Non partecipante | - | - | - | - | n.d. |
| 1966     | San Paolo                      | Non partecipante | - | - | - | - | n.d. |
| 1968     | Porto                          | Non partecipante | - | - | - | - | n.d. |
| 1970     | San Juan                       | Non partecipante | - | - | - | - | n.d. |
| 1972     | La Coruña                      | Non partecipante | - | - | - | - | n.d. |
| 1974     | Lisbona                        | Non partecipante | - | - | - | - | n.d. |
| 1976     | Oviedo                         | Non partecipante | - | - | - | - | n.d. |
| 1978     | San Juan                       | Non partecipante | - | - | - | - | n.d. |
| 1980     | Talcahuano e Santiago del Cile | Non partecipante | - | - | - | - | n.d. |
| 1982     | Barcelos e Lisbona             | Non partecipante | - | - | - | - | n.d. |
| 1984     | Novara                         | Non partecipante | - | - | - | - | n.d. |
| 1986     | Sertãozinho                    | Non partecipante | - | - | - | - | n.d. |
| 1988     | La Coruña                      | Non partecipante | - | - | - | - | n.d. |
| 1989     | San Juan                       | Non partecipante | - | - | - | - | n.d. |
| 1991     | Braga e Porto                  | Non partecipante | - | - | - | - | n.d. |
| 1993     | Bassano, Lodi e Sesto S.G.     | Non partecipante | - | - | - | - | n.d. |
| 1995     | Recife                         | Non partecipante | - | - | - | - | n.d. |
| 1997     | Wuppertal                      | Non partecipante | - | - | - | - | n.d. |
| 1999     | Reus                           | Non partecipante | - | - | - | - | n.d. |
| 2001     | San Juan                       | Non partecipante | - | - | - | - | n.d. |
| 2003     | Oliveira de Azeméis            | Non partecipante | - | - | - | - | n.d. |
| 2005     | San Jose                       | Non partecipante | - | - | - | - | n.d. |
| 2007     | Montreux                       | Non partecipante | - | - | - | - | n.d. |
| 2009     | Pontevedra e Vigo              | Non partecipante | - | - | - | - | n.d. |
| 2011     | San Juan                       | 16º posto        | 6 | 0 | 0 | 6 | Rosa |
| 2013     | Luanda e Namibe                | 12º posto        | 6 | 1 | 0 | 5 | Rosa |
| 2015     | La Roche-sur-Yon               | 16º posto        | 6 | 0 | 0 | 6 | Rosa |

### Campionato del mondo B
| Edizione | Sede/i            | Piazzamento      | G  | V | N | P |      |
| 1984     | Parigi            | Non partecipante | -  | - | - | - | n.d. |
| 1986     | Città del Messico | Non partecipante | -  | - | - | - | n.d. |
| 1988     | Bogotà            | Non partecipante | -  | - | - | - | n.d. |
| 1990     | Macao             | Non partecipante | -  | - | - | - | n.d. |
| 1992     | Andorra la Vella  | 10º posto        | 7  | 4 | 1 | 2 | Rosa |
| 1994     | Santiago del Cile | 9º posto         | 6  | 4 | 0 | 2 | Rosa |
| 1996     | Veracruz          | 11º posto        | 10 | 4 | 4 | 2 | Rosa |
| 1998     | Macao             | 14º posto        | 7  | 3 | 1 | 3 | Rosa |
| 2000     | Chatham           | 6º posto         | 5  | 2 | 0 | 3 | Rosa |
| 2002     | Montevideo        | 8º posto         | 6  | 1 | 0 | 5 | Rosa |
| 2004     | Macao             | Non partecipante | -  | - | - | - | n.d. |
| 2006     | Montevideo        | 5º posto         | 5  | 3 | 1 | 1 | Rosa |
| 2008     | Vanderbijlpark    | 4º posto         | 6  | 4 | 0 | 2 | Rosa |
| 2010     | Dornbirn          | 2º posto         | 8  | 6 | 0 | 2 | Rosa |
| 2012     | Canelones         | Campione         | 8  | 6 | 0 | 2 | Rosa |
| 2014     | Canelones         | Non partecipante | -  | - | - | - | n.d. |